# Hemer
Hemer is een stad en gemeente in de Märkischer Kreis in deelstaat Noordrijn-Westfalen in Duitsland. Hemer ligt in het westen van het Sauerland. De inwoners van Hemer worden in Duitsland Hemeraner genoemd. De gemeente Hemer telt 33.863 inwoners (31 december 2020) op een oppervlakte van 67,57 km².

## Ligging, verkeer, vervoer
Hemer ligt op 210–546 m hoogte in het overgangsgebied tussen het Ruhrgebied (westelijk) en het Sauerland (oostelijk). De gemeente ligt in de dalen van twee beken, die midden in de gemeente samenvloeien tot één beek, die 6 km noordoostwaarts te Menden (Sauerland) in de Hönne uitmondt. De B7 verbindt Hemer met Benden. 
De bebouwing van stadsdeel Westig ten westen van het centrum gaat naadloos over in de oostelijke wijken van buurstad Iserlohn, waarvan het centrum ca. 6 km ten westen van dat van Hemer verwijderd is. Circa 16 km ten noordwesten van Hemer ligt Schwerte. Ca. 22 km noordwaarts (via Iserlohn en de westelijke wijken van Fröndenberg) bereikt men over de B233 de stad Unna.
Het centrum van Hagen ligt op 22 km ten westen van Hemer.
Openbaar vervoer in Hemer bestaat uit busverbindingen, namelijk middels de streekbus naar Iserlohn en enige stadsbuslijnen. De enige in de nabijheid gelegen stopplaatsen voor treinen zijn:
- (hemelsbreed 8 km, over de weg echter 13 km noord- en oostwaarts) in Lendringsen, gemeente Menden (Sauerland) aan de Hönnetalbahn
- op het vanuit Hemer per bus bereikbare station Iserlohn, over de weg op een afstand van 6 km gelegen.

Hoewel er over een voormalige spoorbaan een fietspad naar Iserlohn loopt, is Hemer geen echte fietsstad. Dit vanwege de grote hoogteverschillen en de drukte op de ook door auto's (ook zware vrachtauto's) bereden uitvalswegen.

## Indeling van de gemeente

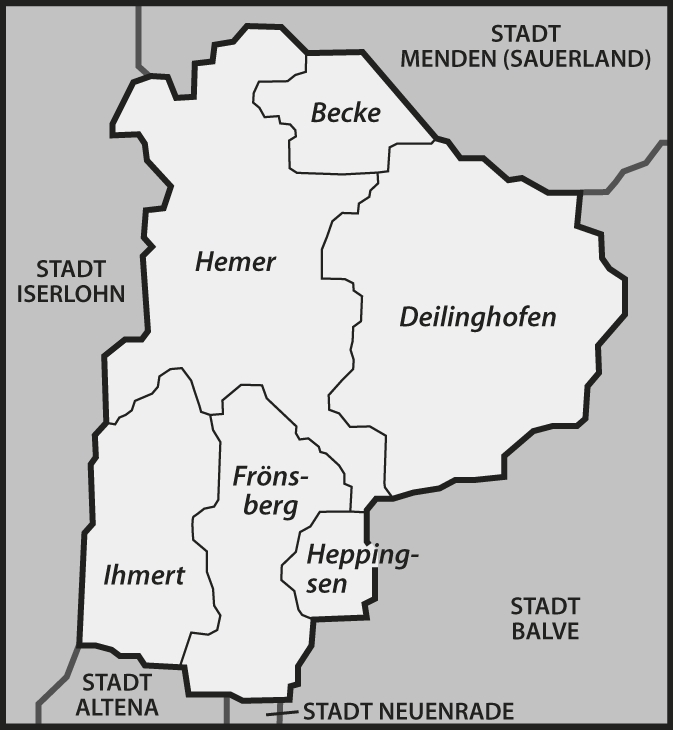
De voormalige gemeentes, die nu tot Hemer behoren.

Hemer wordt niet officieel in stadsdelen (Ortsteile) ingedeeld. In de praktijk wordt een verdeling in de volgende stadsdelen, wijken, dorpen, buurten en gehuchten toegepast:
- Becke, onderverdeeld in:
  - Brelen
  - Edelburg
  - Höcklingsen
  - Mesterscheid
  - Oese (dit is ook de naam van een van de door Hemer stromende beken)
  - Urbecke
- Deilinghofen onderverdeeld in:
  - Deilinghofen
  - Habichtseil
  - Hembecke
  - Hohenstein
  - Langenbruch
  - Nieringsen
  - Brockhausen, weer onderverdeeld in:
    - Apricke
    - Bäingsen
    - Brockhausen-dorp
    - Hönnetal
    - Klusenstein, met het bekende kasteel aan de Hönne
    - Riemke
- Frönsberg onderverdeeld in:
  - Beckmerhagen
  - Ebberg
  - Frönsberg
  - Heppingsen
  - Heppingserbach
  - Hültershagen
  - Ispei
  - Rohland
  - Stephanopel
  - Wachmecke
  - Winterhof
- de eigenlijke plaats Hemer, onderverdeeld in:
  - Landhausen, weer onderverdeeld in:
    - Landhausen dorp
    - Stübecken

  - Niederhemer, weer onderverdeeld in:
    - Haus Hemer
    - Hemerhardt
    - Niederhemer zelf

  - Oberhemer (reeds in 1910 met Niederhemer tot Hemer verenigd)
  - Sundwig, weer onderverdeeld in:
    - Dieken
    - Grüntal
    - Sundwig zelf, het stadsgedeelte met de meeste industrie
    - Sundwigerbach
    - Wenhagen, met de messingfabriek

  - Westig, met bijbehorende buurtschappen:
    - Westigerbach
    - Wiehagen
- Ihmert, weer onderverdeeld in:
  - Bredenbruch
  - Diekgraben
  - Elfenfohren
  - Im Hasberg
  - Holmecke
  - Ihmert-dorp
  - Ihmerterbach
  - Johannistal
  - Rottmecke
  - Stemmessiepen
  - Sülberg
  - Tütebelle
  - Westendorf
- een deel van de gemeente Evingsen, waarvan de rest tot buurgemeente Altena behoort:
  - Heide
  - Heidermühle
  - Hüingsen (niet te verwarren met het vrij grote dorp Hüingsen, dat iets ten NO van Hemer in de gemeente Menden ligt)
  - Schwarzpaul
  - Stodt
- een onbewoond bosperceel dat tot 1975 tot Balve behoorde

## Economie
In de stad is, dicht bij het kasteel Edelburg, een van de fabrieken van het sanitairconcern Grohe AG gevestigd. Hemer is tevens de officiële vestigingsplaats van dit bedrijf. Grohe heeft, in de firma's AquaConcept GmbH (gevestigd in de voormalige kazerne van Hemer) en Keuco GmbH, twee directe concurrenten binnen dezelfde stad.
In stadsdeel Sundwig is gevestigd Andritz Sundwig, een producente van technische installaties voor raffinaderijen e.d., alsmede een fabriek van messing draad en band, waarvan de geschiedenis teruggaat tot  op de 16e-eeuwse productie van ijzerdraad in Hemer.
Hemer bezit verder enige bedrijventerreinen met tal van middelgrote en kleine ondernemingen in allerlei branches.
Ook het toerisme is, gezien de bezienswaardigheden in stad en omgeving, van belang.
Veel Hemeraners zijn voor winkelen e.d. aangewezen op buurstad Iserlohn. Wel zijn in Hemer veel middelbare scholen. Opvallend is, dat de stad naast enige kleine ziekenhuizen een psychiatrische kliniek en een vrij groot, in longziekten gespecialiseerd ziekenhuis rijk is.

### Voormalige kazerne
Het stadsbeeld wordt mede bepaald door het grote complex van de voormalige Blücherkazerne. Van 1936 tot 2007 was het Duitse (en tussen 1945 en 1955 ook het voor een klein deel hier gelegerde Britse, Canadese en Belgische) leger met talrijke hier gelegerde pantserdivisies een van de grootste werkgevers van Hemer. In 2007 vertrokken de militairen naar o.a. Augustdorf. De leegstaande kazernes werden in 2010 nog, samen met het parkeer- en exercitieterrein, ingepast in de toen gehouden Landesgartenschau Nordrhein-Westfalen. Een gedeelte van de gebouwen dient nu als woon- en onderwijscomplex. In een ander deel werd een bedrijfsverzamelgebouw ondergebracht, speciaal voor bedrijven op het gebied van brand- en rampenbestrijding. In 2013 ging de financier van het geheel failliet. Nu is er o.a. (zie boven) één der sanitairondernemingen van de stad gevestigd.

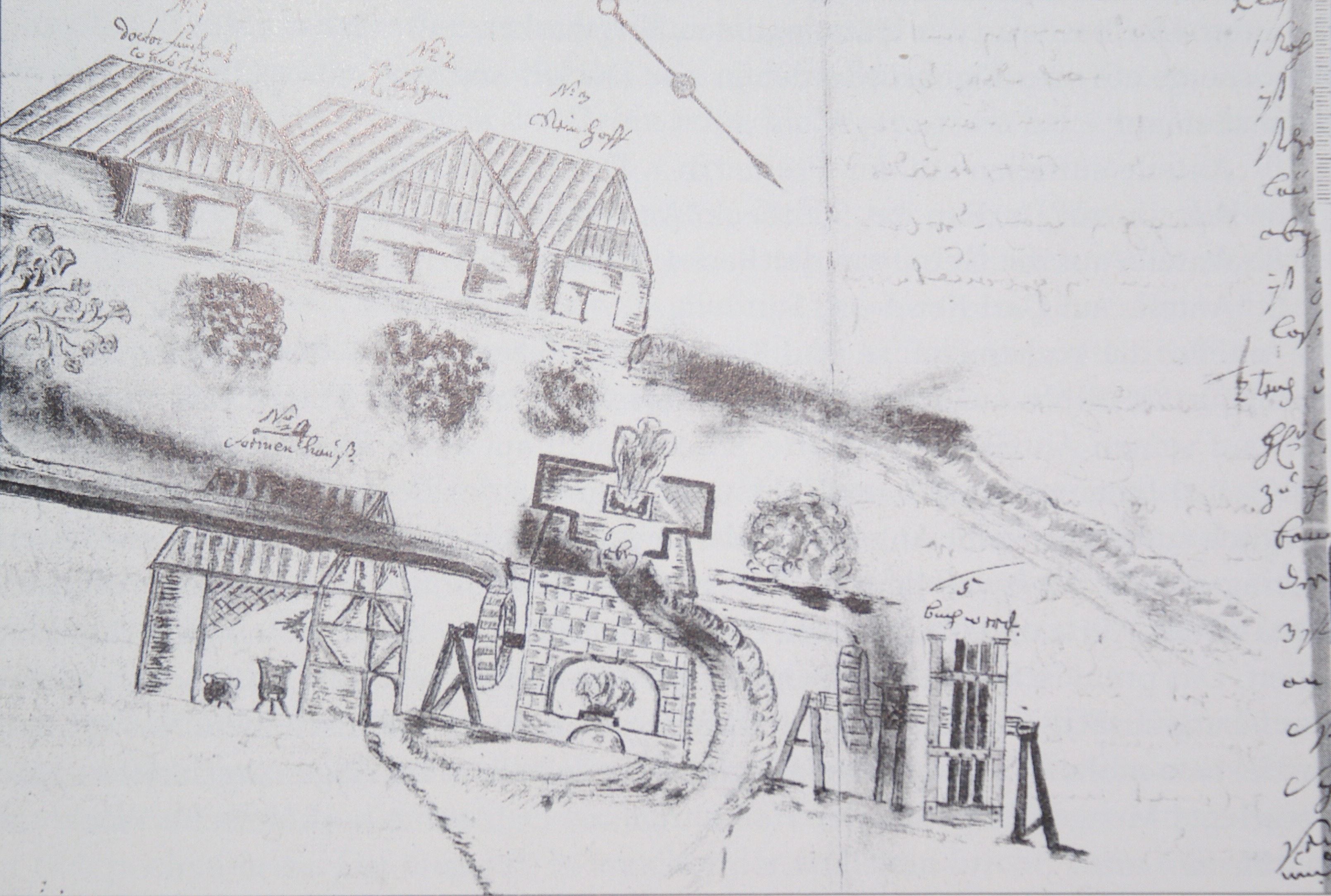
Metaalbewerking bestaat in Hemer al sinds de 16e eeuw, zoals deze Sundwiger Eisenhütte anno 1742
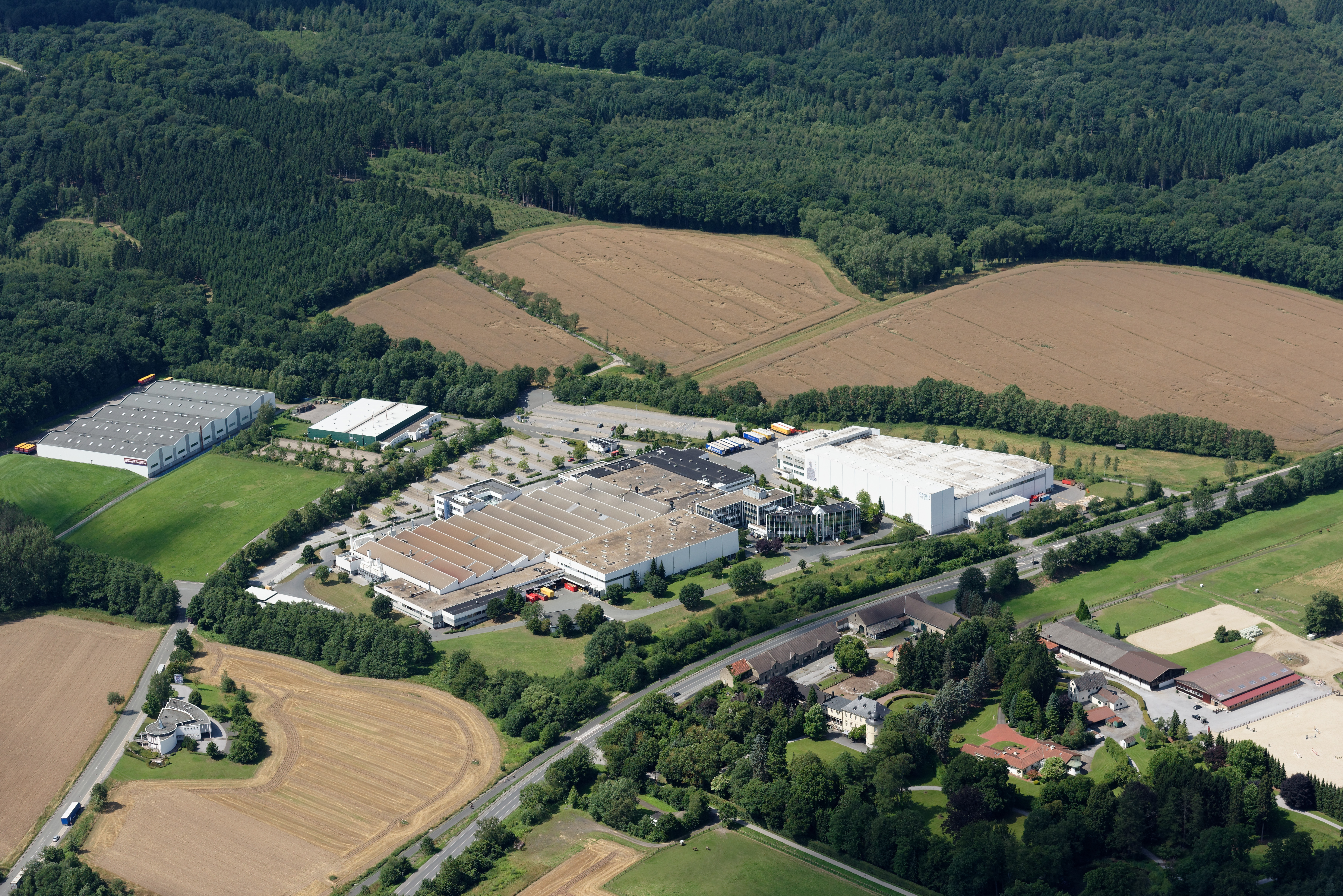
Luchtfoto van de Grohe-fabriek in Hemer (2015)
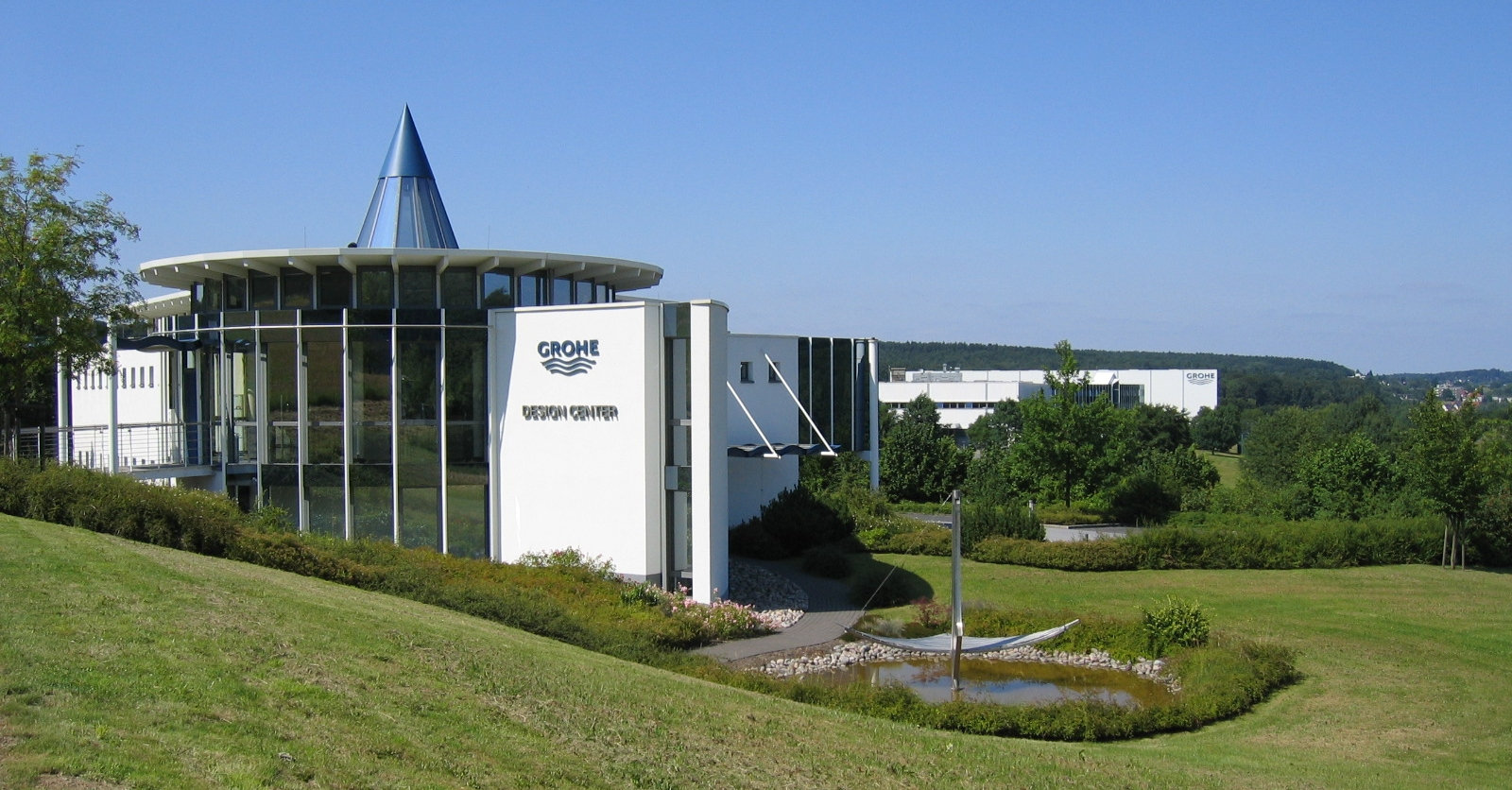
Grohe Technology- & Design-Center, Hemer-Edelburg (2005)
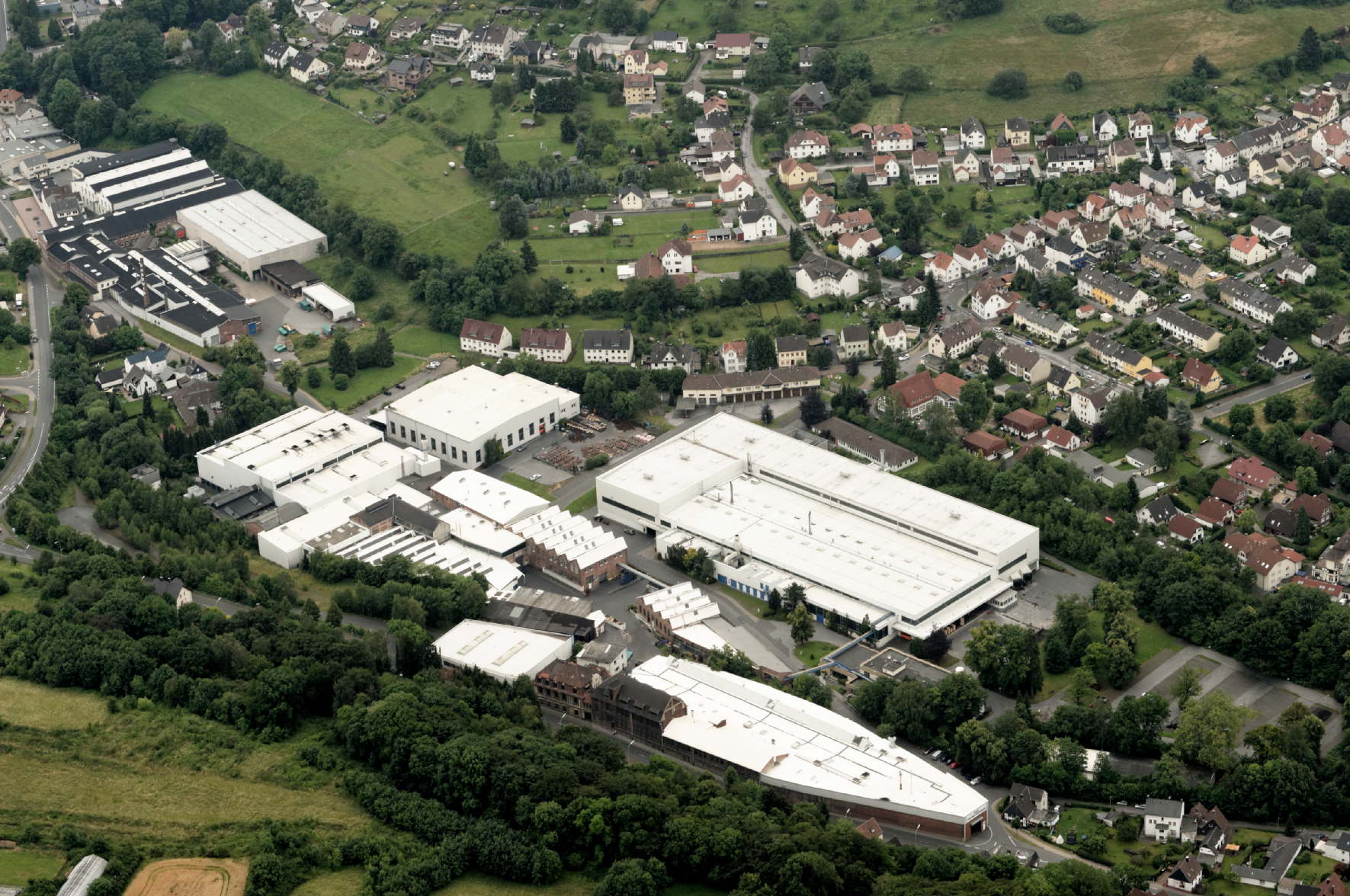
Sundwiger Messingwerk
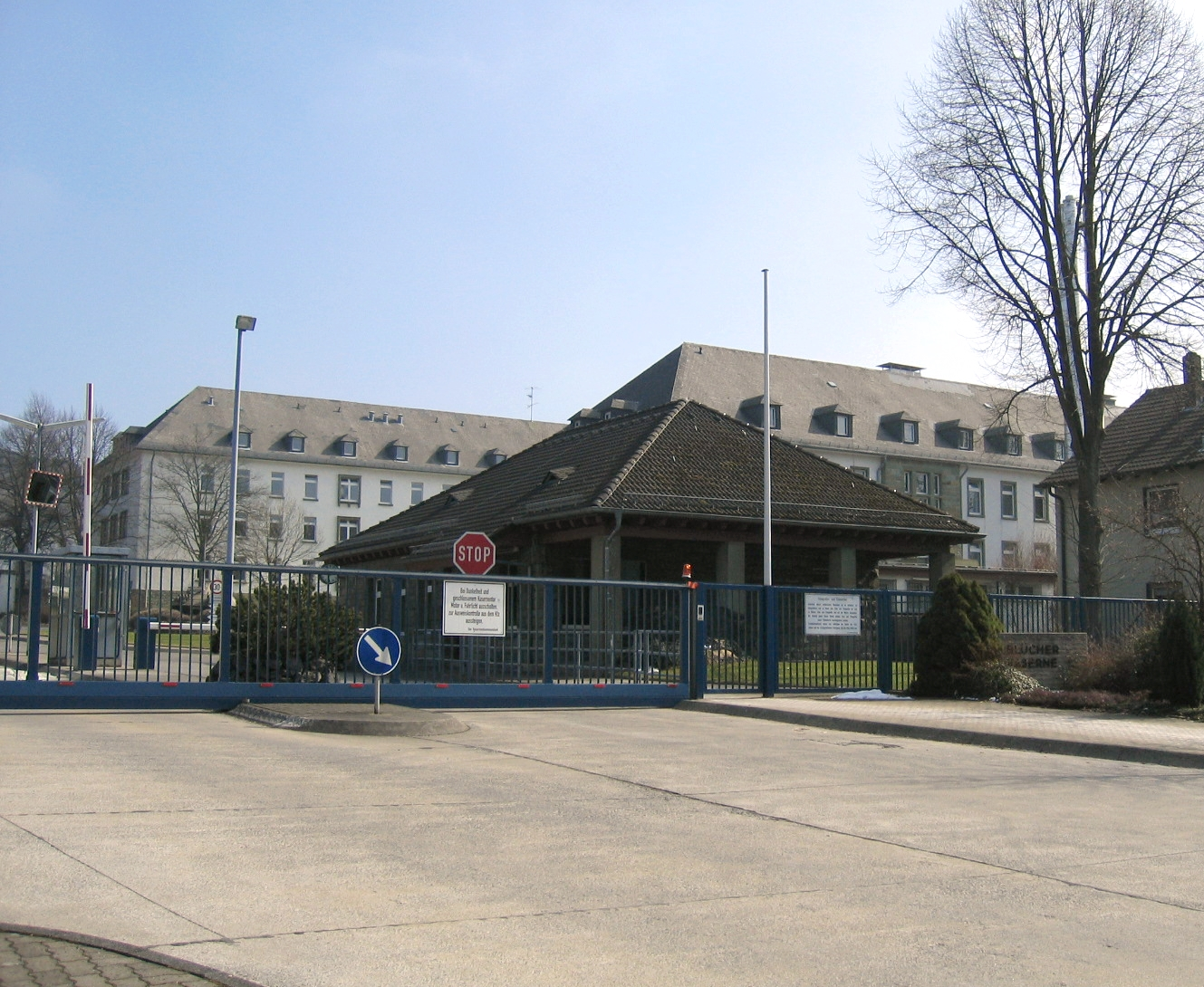
De Blücherkazerne (2006)

## Geschiedenis
Uit de prehistorie, en uit de vroege middeleeuwen, zijn in Hemer incidentele sporen van menselijke activiteit bewaard gebleven. Als Hademare werd Hemer in 1072 voor het eerst in een document vermeld.
Hemer is een oude mijnbouw- en industrieplaats in de landstreek Märkischer Kreis. De mijnbouw (ijzererts) begon al in de 10e eeuw. De instorting van oude mijngangen uit de periode 1100-1800 deed het Felsenmeer ontstaan. De metaalindustrie werd begunstigd door de aanwezigheid van snel stromend water; watermolens zoals hamermolens konden zo allerlei werktuigen voor smeden aandrijven. In de 16e eeuw ontstond zo een specialisatie in de productie van ijzerdraad. In de Reformatie gingen in 1567 bijna alle Hemeraners naar het protestantse geloof over. Nog altijd vormen de protestanten een meerderheid onder de christenen in de gemeente. 
In het begin van de 17e eeuw werd de bevolking van Hemer viermaal door pestepidemieën gedecimeerd.
Grote branden teisterden Hemer in 1668 en 1779.
In 1614 viel Hemer door vererving aan het Huis Hohenzollern ten deel, waardoor het, met een korte onderbreking in de Napoleontische tijd, Pruisisch werd en daarna in het Duitse Keizerrijk integreerde.
In de 19e eeuw kende Hemer, door de aanwezigheid van helder, snelstromend water met talrijke watermolens, belangrijke papierindustrie.
Hemer, met zijn metaalbedrijven, had van de grote crisis van 1929 meer te lijden dan omliggende plaatsen.
Het huidige Hemer bestond lange tijd uit een aantal min of meer aaneengegroeide dorpen die in 1910 (verlening stadsrecht eerst in 1936) tot de stad Hemer werden samengevoegd.
In 1934 begonnen de nazi's, van Hemer een garnizoensstad te maken. Bij het uitbreken van de Tweede Wereldoorlog werd op het terrein van de deels nog onvoltooide kazerne een Stalag, een krijgsgevangenenkamp, ingericht. Vanaf 1943 verbleven hier vooral Russen, die slecht behandeld werden en zware arbeid moesten verrichten. Meer dan 20.000 van hen kwamen hierdoor om het leven. In april 1945 werd Hemer, met het krijgsgevangenenkamp, zonder strijd aan de Geallieerden overgegeven. De oorlogsschade in Hemer tijdens de Tweede Wereldoorlog is beperkt gebleven.
In het dal van de Hönne, in het grensgebied van Hemer en Menden, werd in 1944-1945 veelal door dwangarbeiders, gewerkt aan Schwalbe I, een ondergronds tunnel- en hallensysteem waar zware industrie uit het Ruhrgebied naartoe zou moeten hebben verhuizen.  Het in de gemeente Hemer gelegen gedeelte van dit terrein, groeve Emil, is intact gebleven en is nu een politie-trainingscentrum.
Het voormalige krijgsgevangenenkamp werd na de oorlog in gebruik genomen door Britse (tot 1992), Belgische en van 1953 tot 1970 ook Canadese NAVO-militairen. Ook de Bundeswehr richtte de kazernes opnieuw in. De militaire aanwezigheid drukte tot 2007 een sterk stempel op het leven in de stad. De verhouding tussen stedelingen en militairen was in het algemeen zeer goed.

## Bezienswaardigheden
- Het Felsenmeer (rotsenzee), een bizar, door instorting van oude mijnschachten ontstaan landschap van grote rotsen, waartussen talrijke beukenbomen staan. Het Felsenmeer is te bezichtigen via enige speciaal aangelegde wandelpaden, en bevindt zich aan de zuidoostrand van Hemer.
- De Heinrichshöhle, een druipsteengrot waarin een skelet van een holenbeer is te zien: een goed begaanbaar traject in de grot van 340 m lengte is sinds 1904 via rondleidingen te bezichtigen. De ingang van de grot ligt vrij dicht bij het centrum van Hemer.
- Hemer ligt in een bosrijk gebied aan de rand van het Sauerland, waar goede wandel-, fiets-, mountainbike- en langlaufskimogelijkheden zijn.
- Kasteel Klusenstein (1353) aan de westoever van de Hönne ligt nog juist binnen de gemeentegrenzen van Hemer. Het kasteel is niet geopend voor bezichtiging, maar het ligt in een spectaculair dal met mooie natuur.
- Aan het straatje In den Weiden in stadsdeel Sundwig staan enige van de weinige oude vakwerkhuizen van Hemer
- De 14e-eeuwse Stephanuskerk in stadsdeel Deilinghofen bevat een gotisch altaarretabel in houtsnijwerk
- Het Felsenmeermuseum in de in 1902 gebouwde Villa Grah (streekmuseum, niet specifiek aan het Felsenmeer gewijd)

## Belangrijke personen in relatie tot de gemeente

### Geboren
- Friedrich von Romberg (1729-1819), handelaar in o.a. slaven en textiel, reder
- Johann Friedrich Leopold Woeste (* 15 februari 1807 in Niederhemer; † 7 januari 1878 in Iserlohn), taalgeleerde
- Wolfgang Becker (1954-2024), filmregisseur
- Willibrord Benzler (1853-1921), aartsbisschop van Metz
- Hans Prinzhorn (* 8 juni 1886 ; † 14 juni 1933 in München), psychiater en kunsthistoricus, hield zich bezig met de studie van kunstuitingen door mensen met een psychische stoornis
- Medjon Hoxha (1999), Kosovaars-Belgisch voetballer

### Overig
- Jobst Edmund van Brabeck (* 11 november 1619 in Letmathe, gem. Iserlohn; † 13 augustus 1702 in Hildesheim), prins-bisschop van Hildesheim, financierde in Hemer en omgeving diverse mijnbouwondernemingen, en bekostigde in de late 17e eeuw de  bouw van de St. Petrus-en Pauluskerk in Hemer, naast het door hem enige tijd bewoonde Haus Hemer.
- Friedrich Grohe (1904-1983), geboren te Luckenwalde, in 1936 oprichter van Grohe AG te Hemer, evenals zijn echtgenote Ruth ereburger van de stad. Naar hem zijn een plein en een straat in Hemer genoemd.

## Sport
De aanwezigheid van veel Canadese militairen, die als vrijetijdsbesteding aan ijshockey deden, leidde na de Tweede Wereldoorlog tot de oprichting in 1959 van een ijshockeyclub in Hemer. Bij gebrek aan een geschikte hal verhuisde deze enige jaren later naar buurstad Iserlohn. Hoewel veel Hemeraners enige naam als ijshockeyer hebben gemaakt, bereikte de club EC Deilinghofen nooit de nationale top. De club is later opgegaan in de Iserlohn Roosters.

## Afbeeldingen

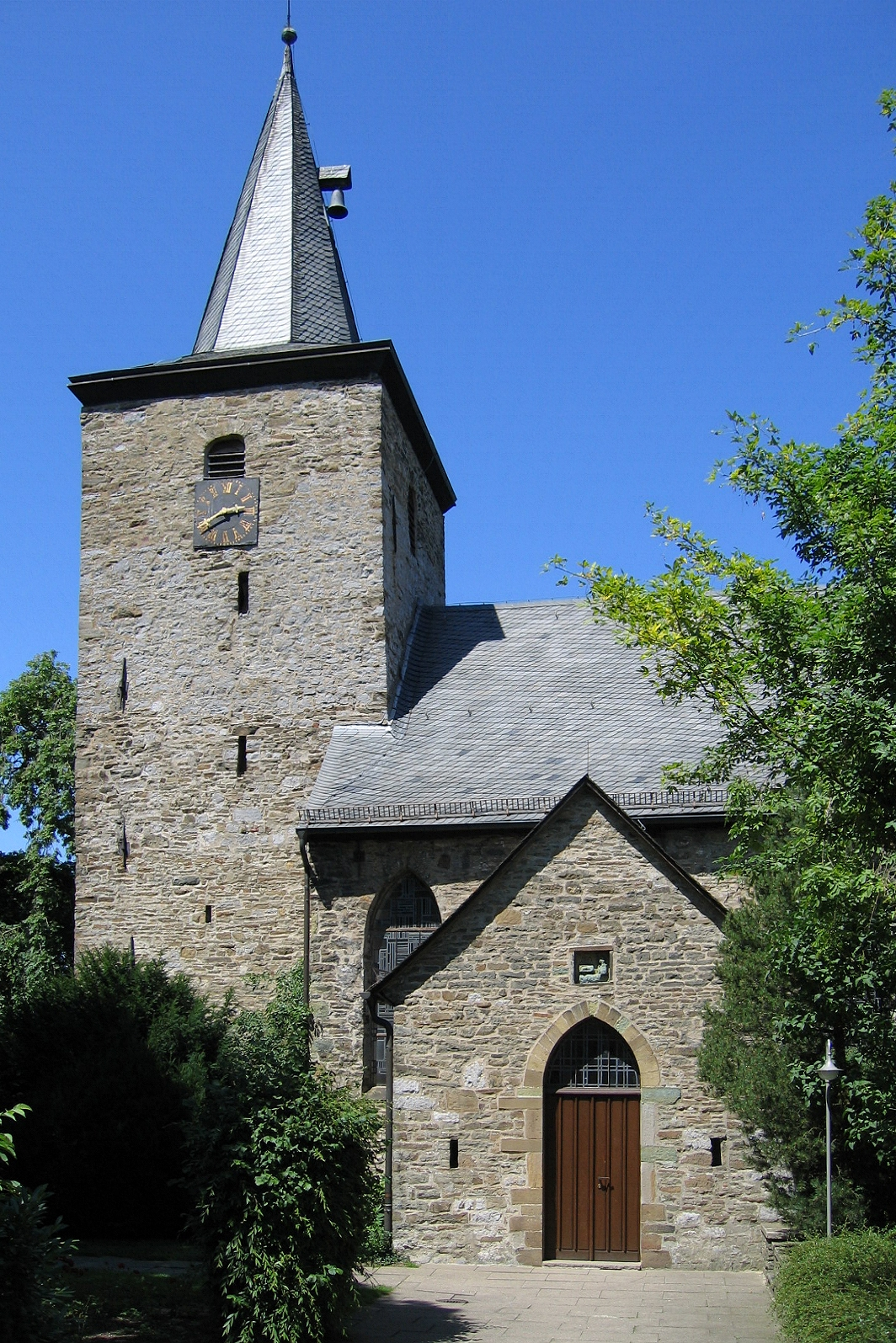
Hemer-Deilinghofen, Stephanuskirche
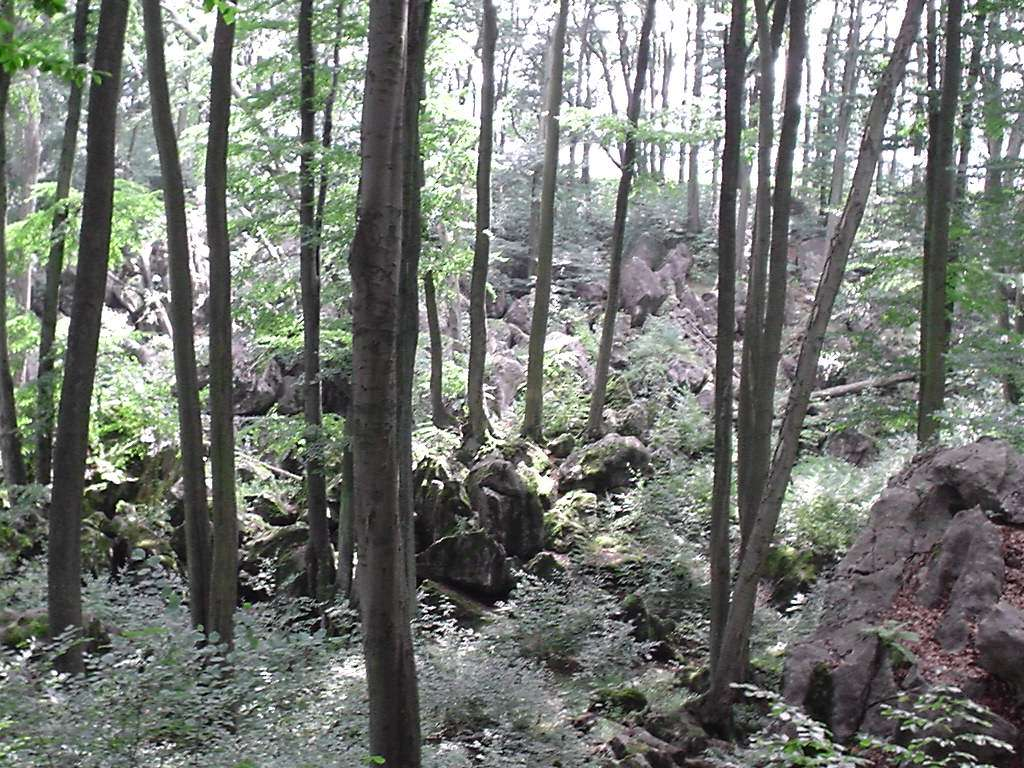
Felsenmeer (Hemer)
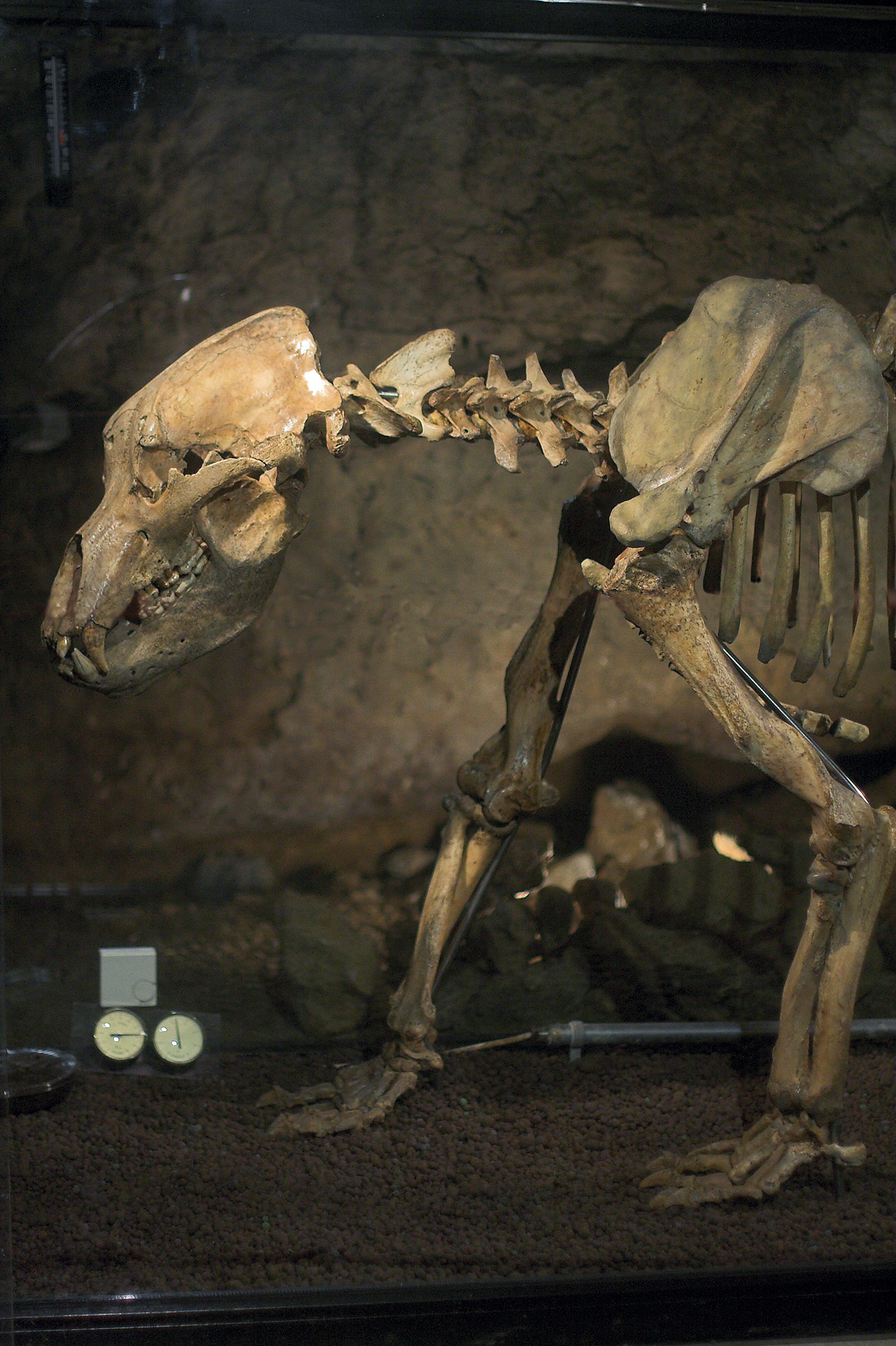
Skelet van een holenbeer, gevonden en opgesteld in de Heinrichshöhle
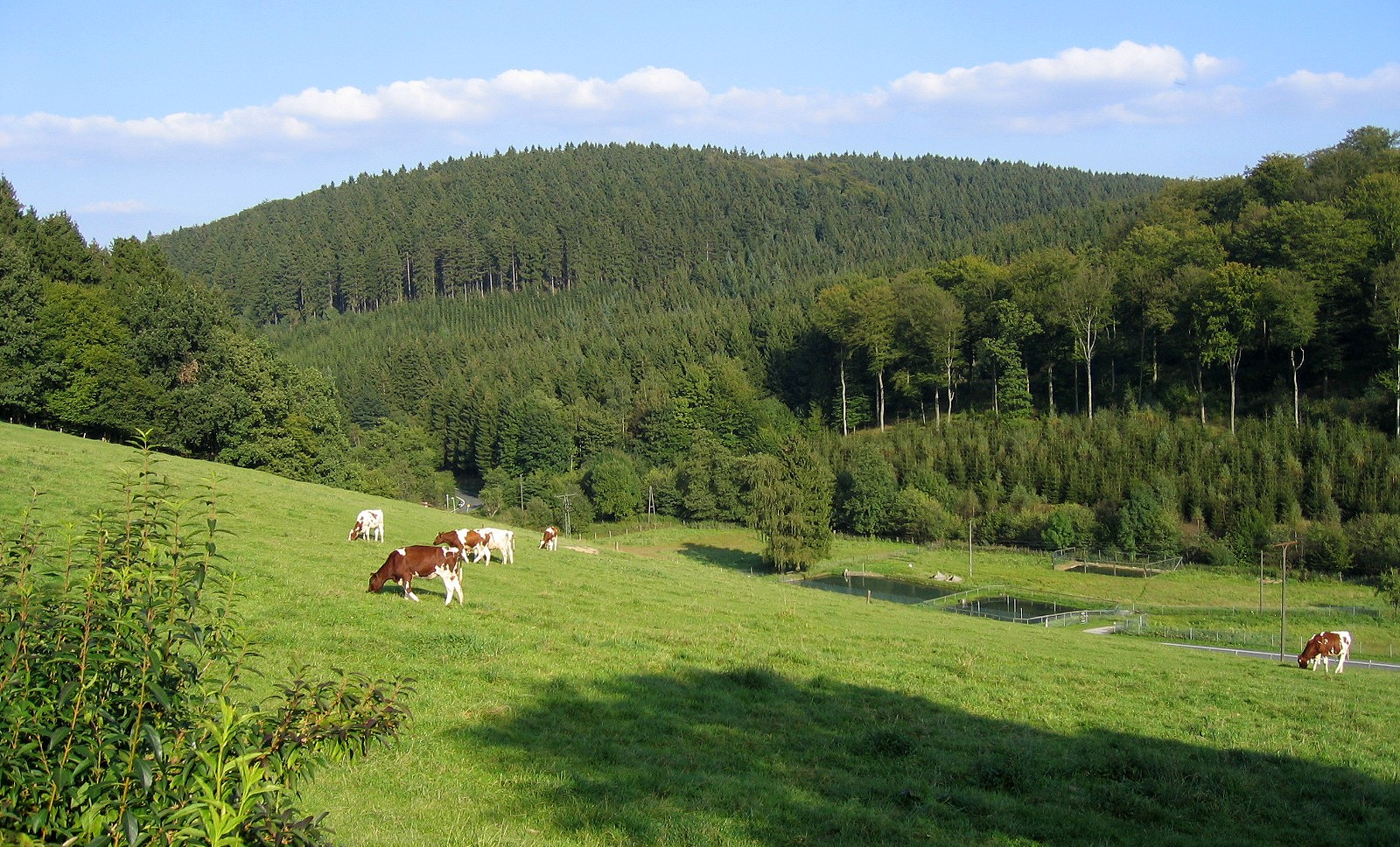
Landschap in het zuiden van de gemeente nabij de Balver Höhe (546 m boven NAP)
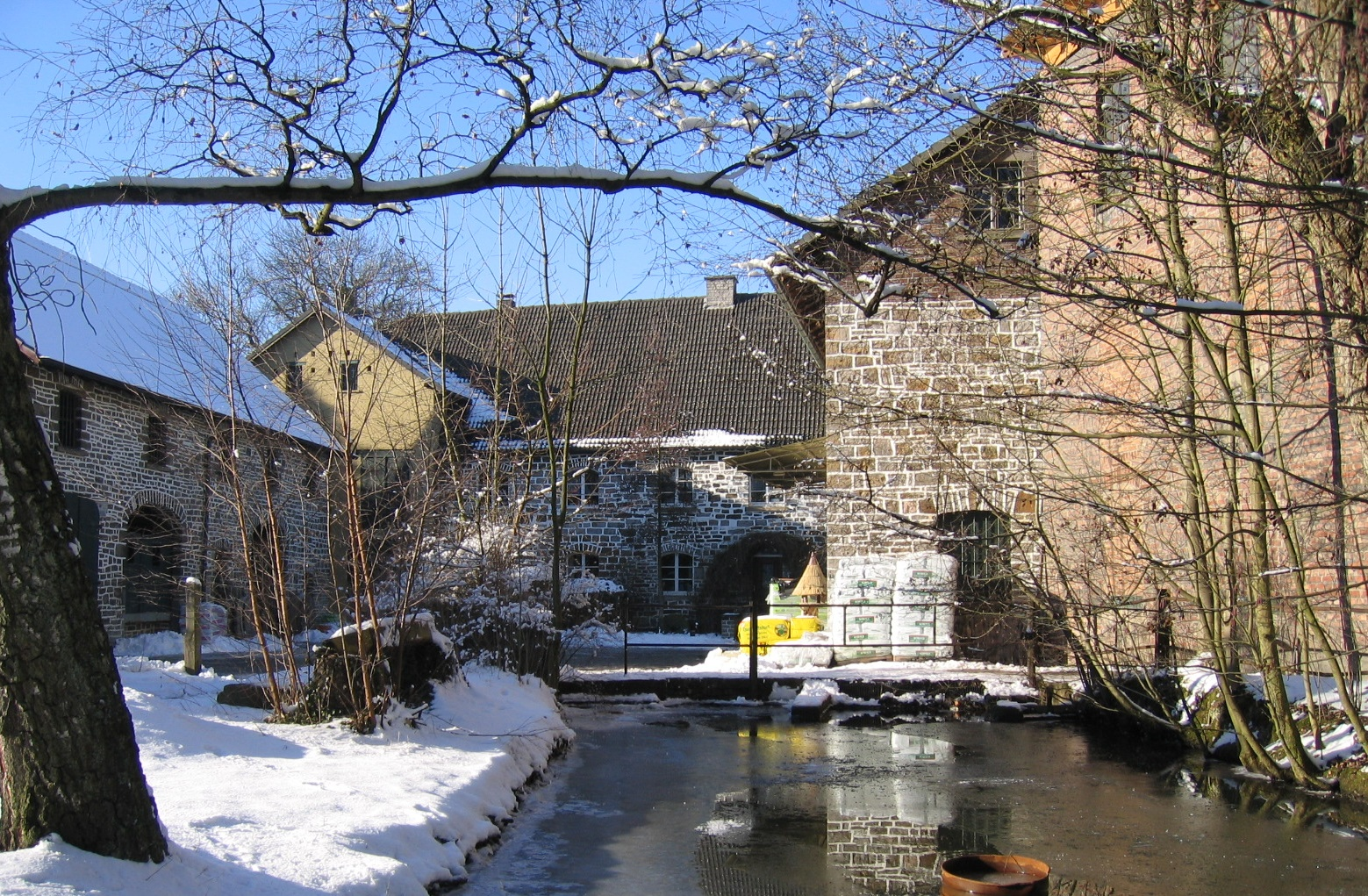
Alberts watermolen, Hemer-Sundwig (maalt nog wel, niet meer op waterkracht, maar op een elektromotor)
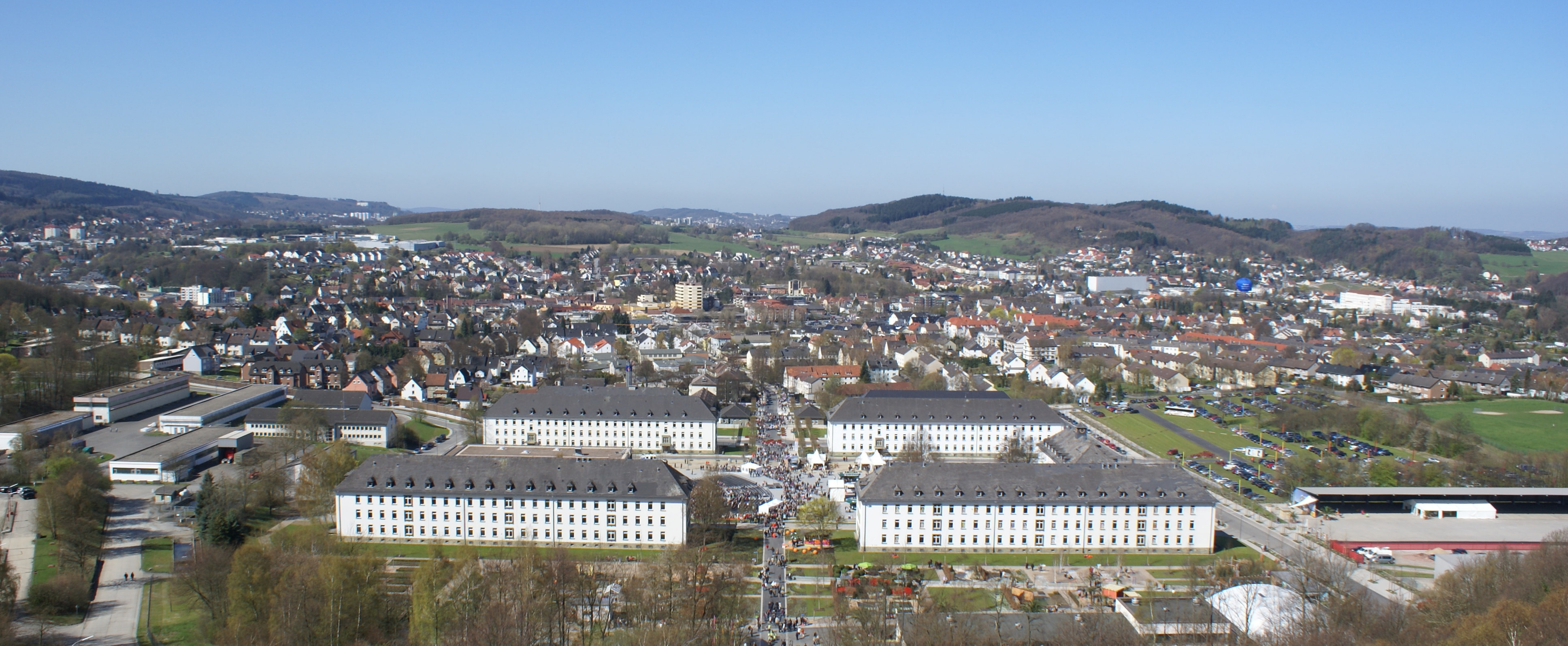
Gezicht op Hemer; op de voorgrond de grote, voormalige kazerne
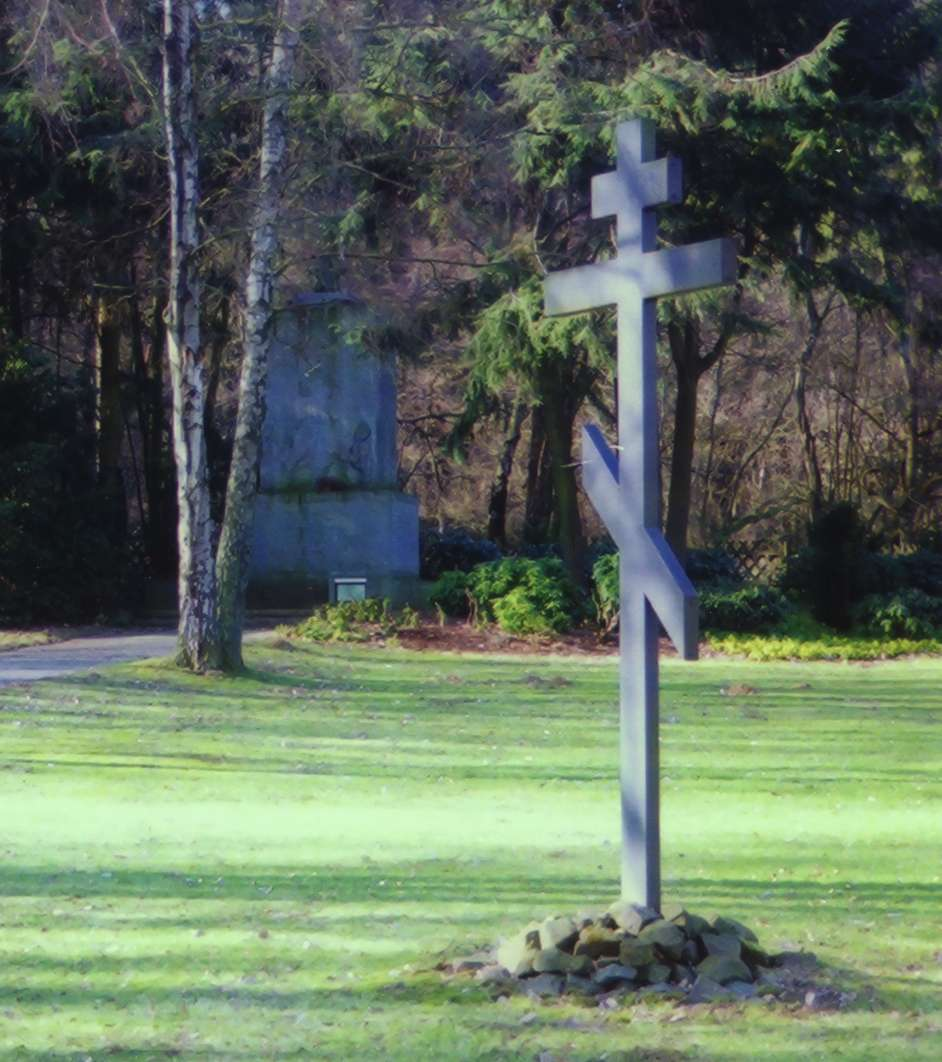
Russisch-orthodox gedenkkruis op de Duloh-begraafplaats van de krijgsgevangenen
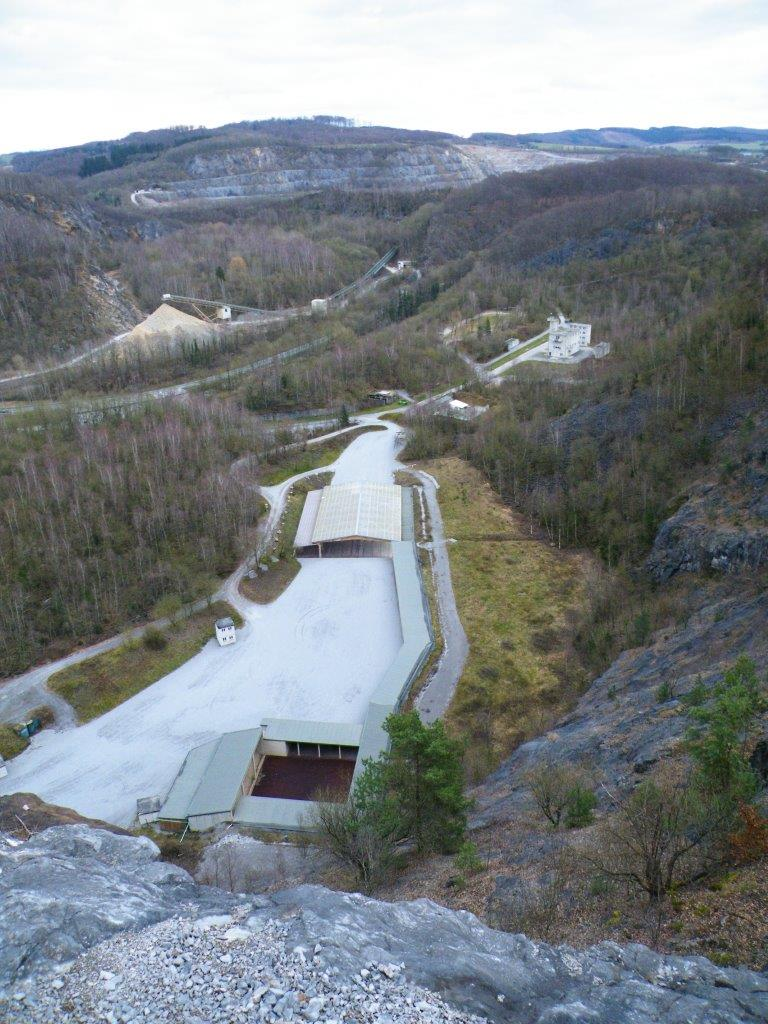
Groeve Emil, in 1944-1945 nazi-werkkamp Schwalbe I, nu trainingscentrum voor speciale politie-eenheden
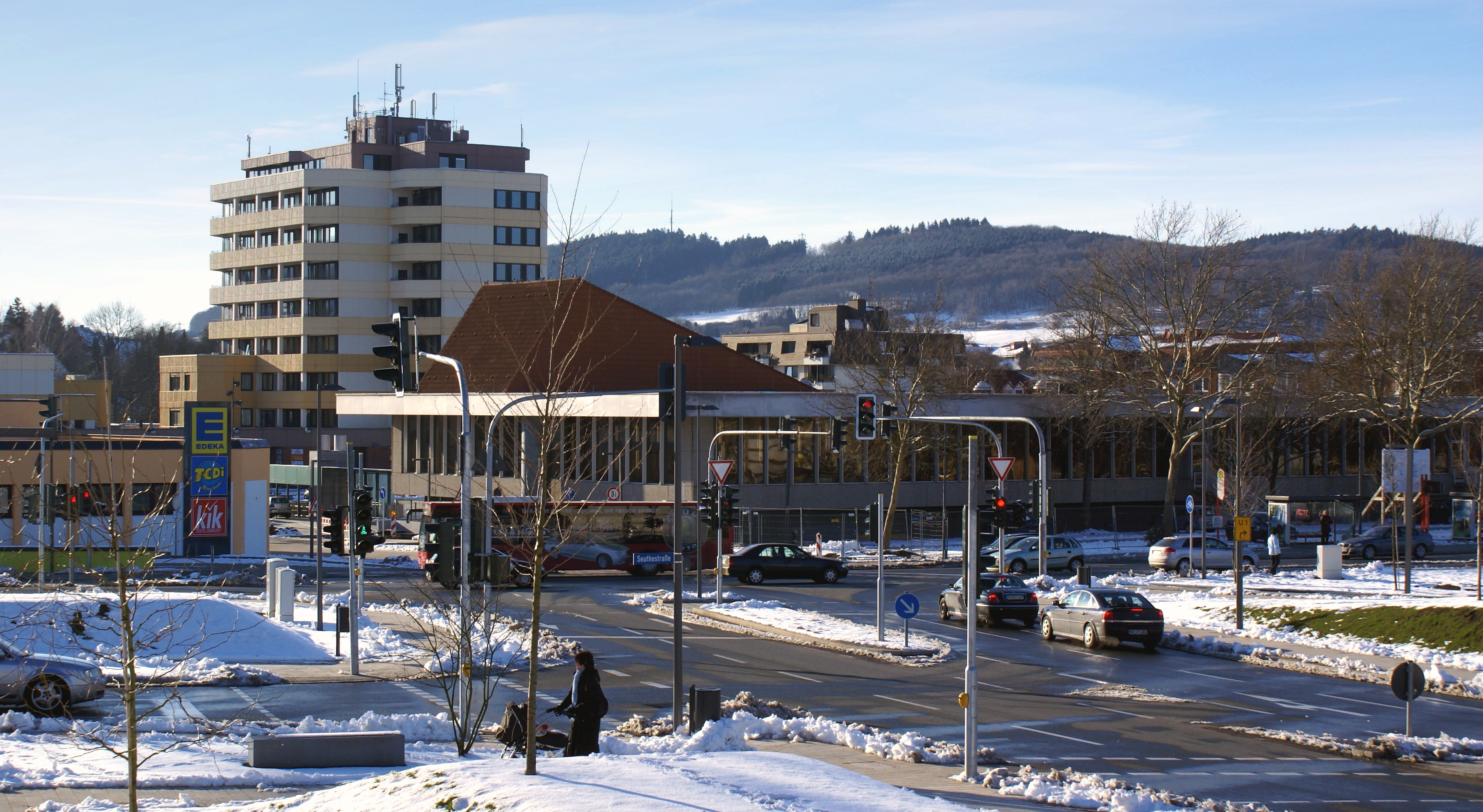
Centrum met gemeentehuis (links van midden) en zwembad (rechts)
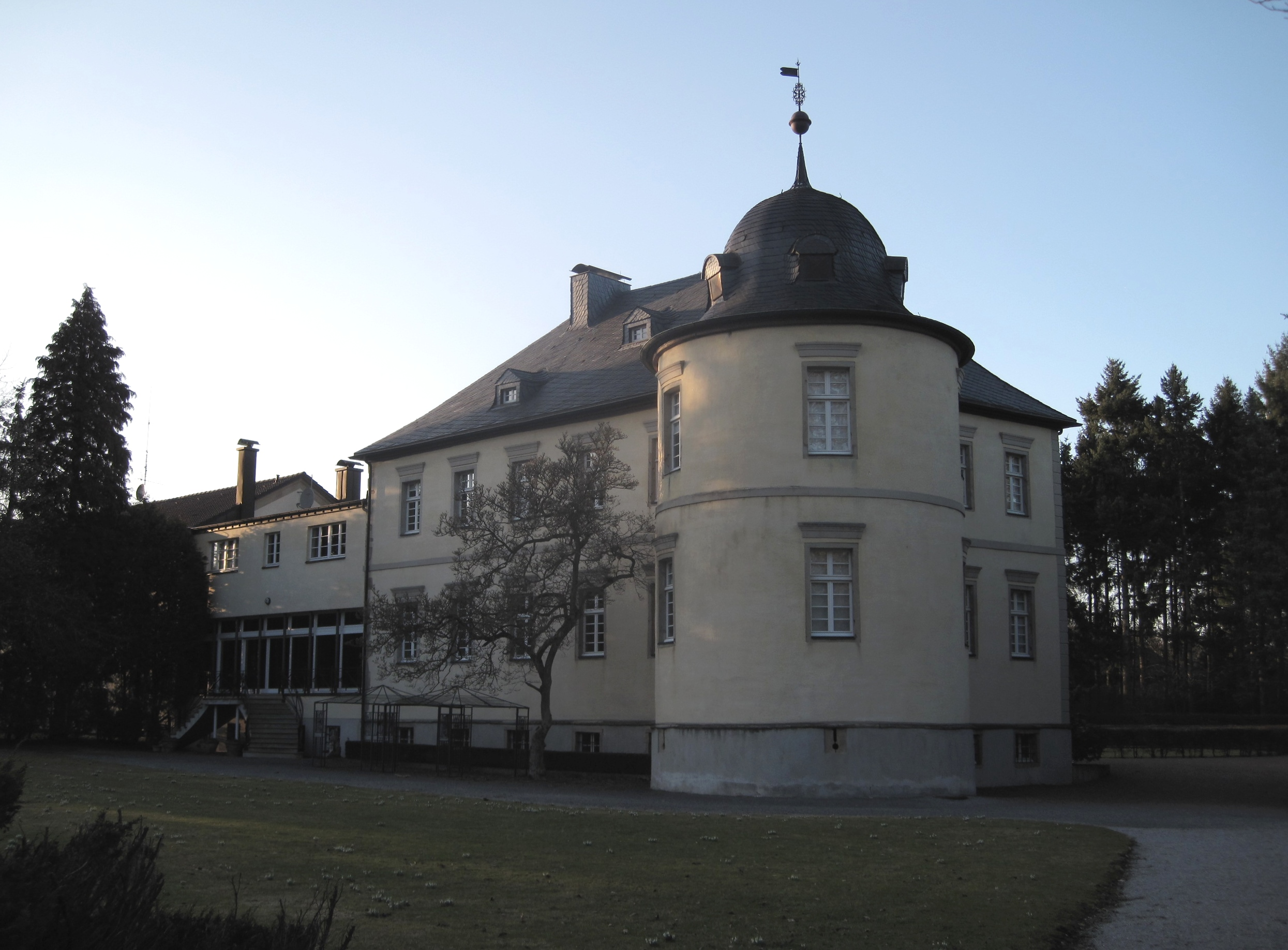
Edelburg (kasteelachtig landhuis, particulier bewoond, niet te bezichtigen)
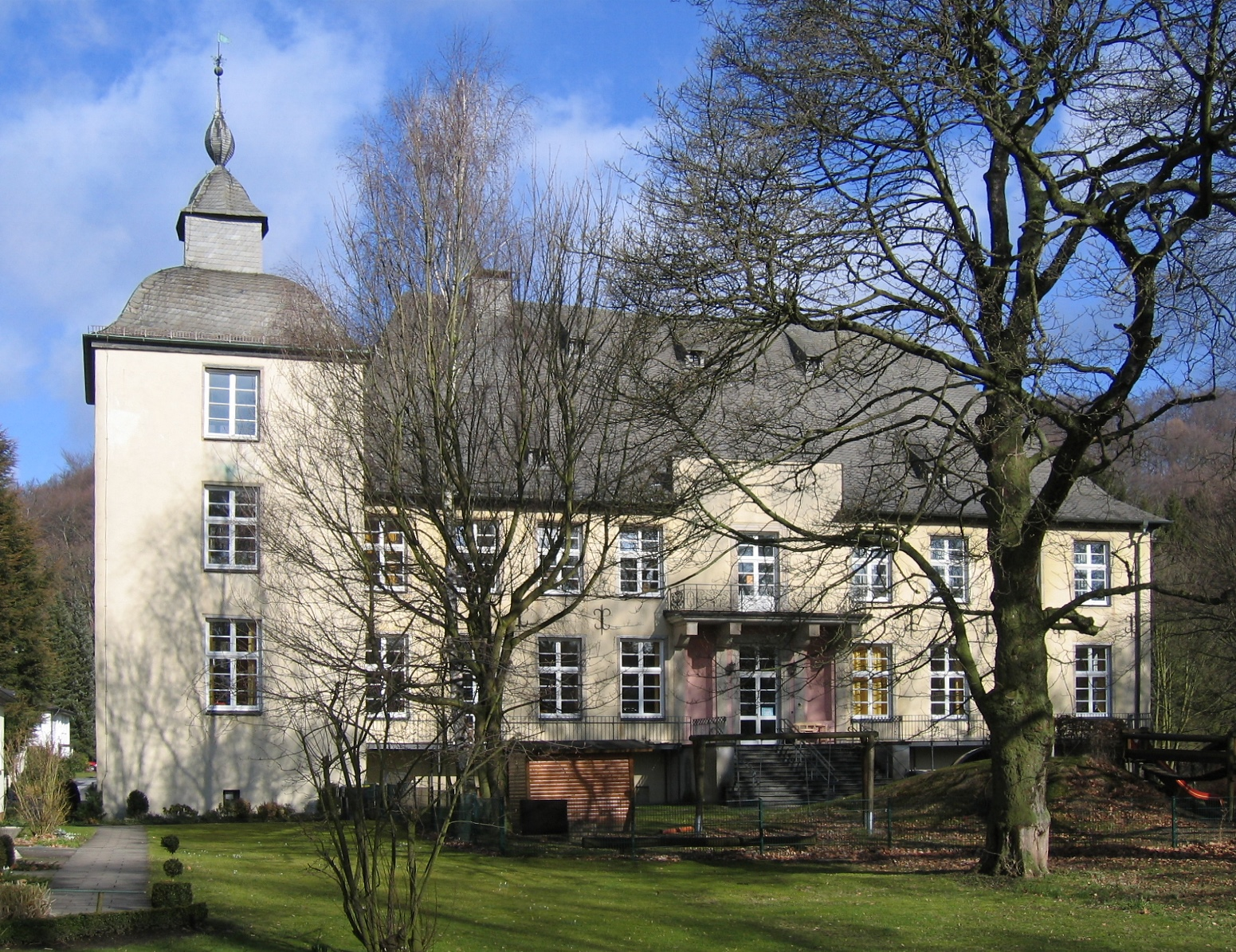
Haus Hemer, voormalig kasteel, nu deels R.K. kleuterschool, deels R.K. kerkelijk-maatschappelijk centrum
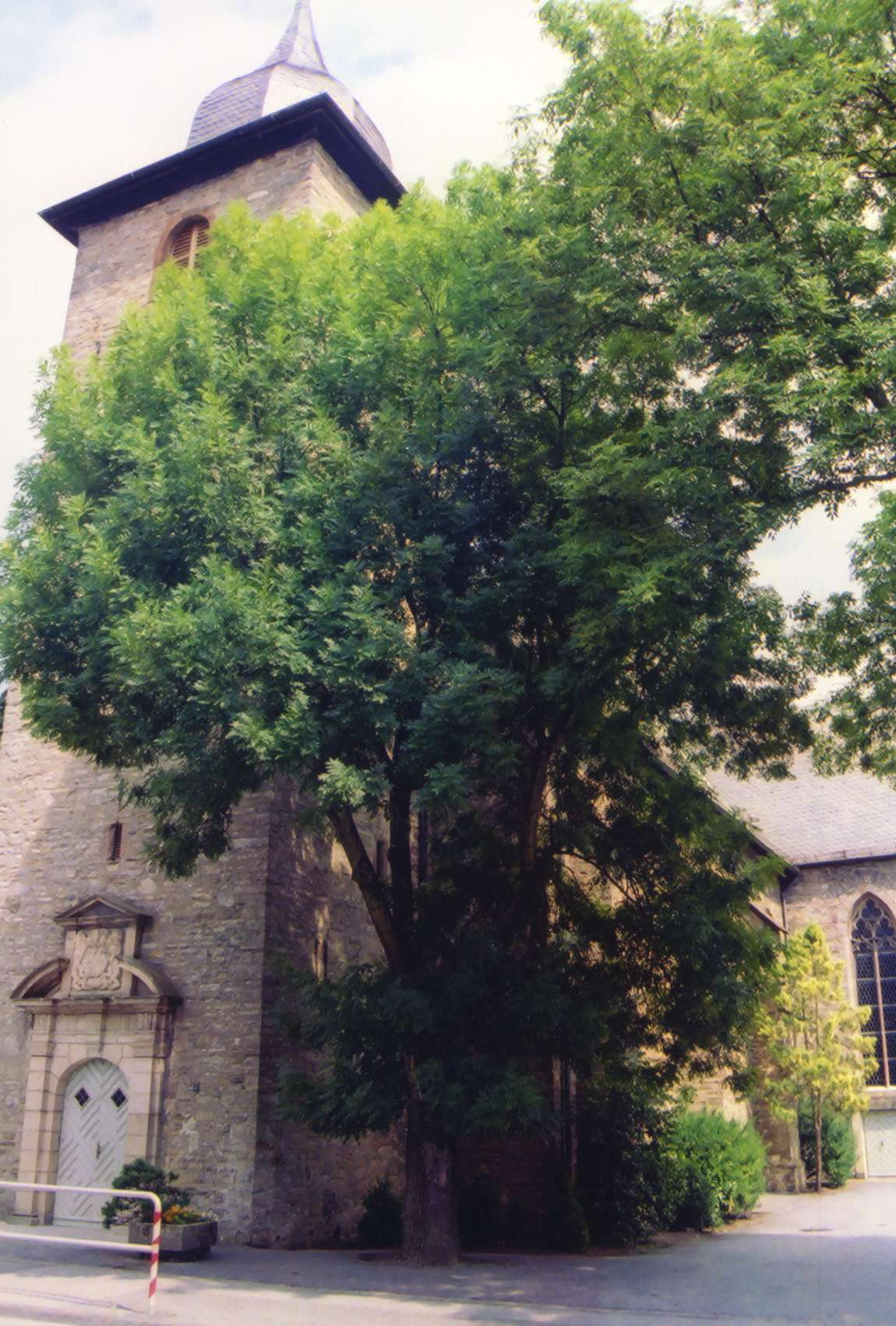
Rooms-katholieke St. Petrus-en Pauluskerk (eind 17e eeuw) in Hemer, naast Haus Hemer
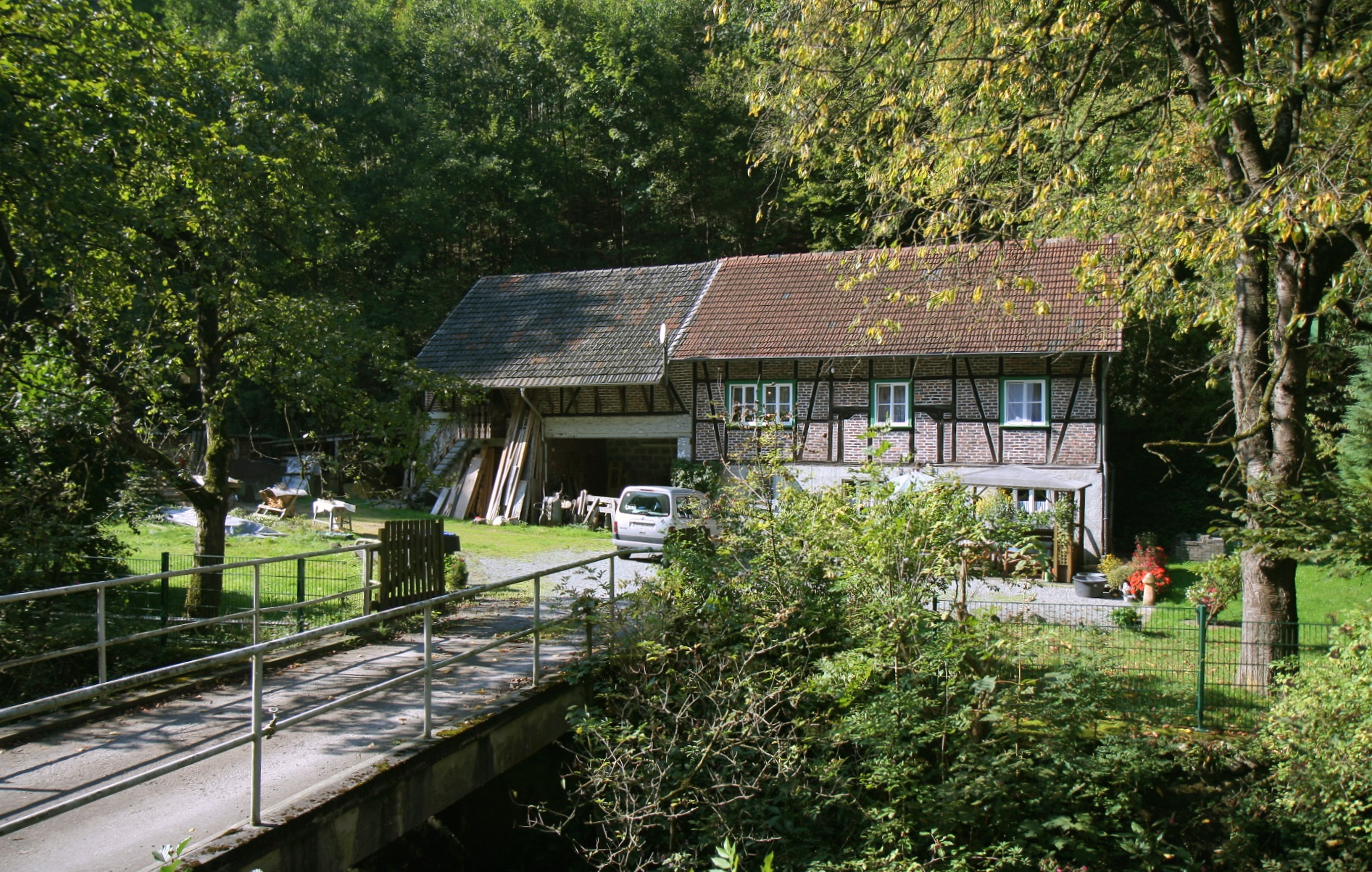
Boerderij in het gehucht Hönnetal aan de Hönne
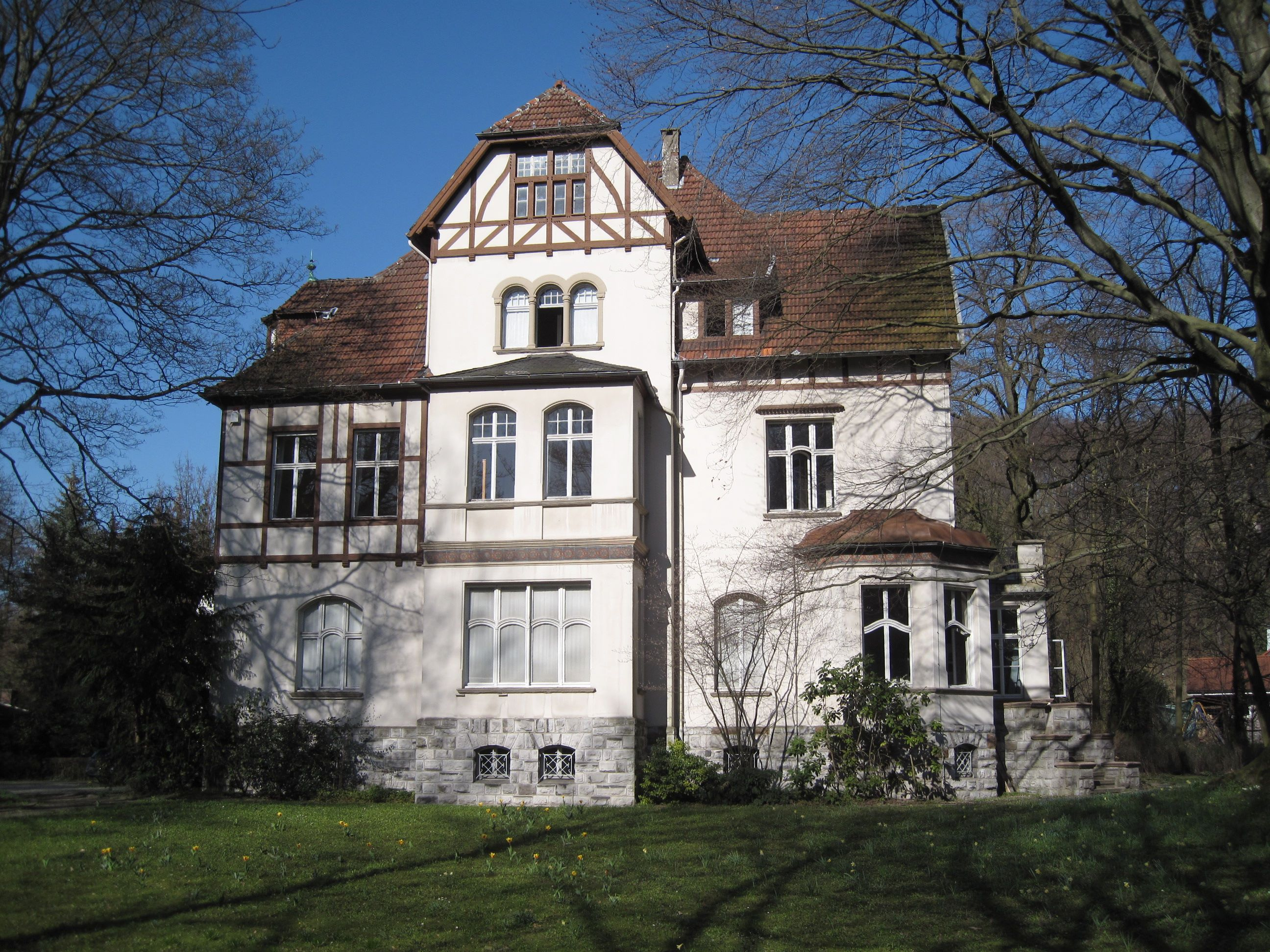
Het Felsenmeermuseum in de Villa Grah
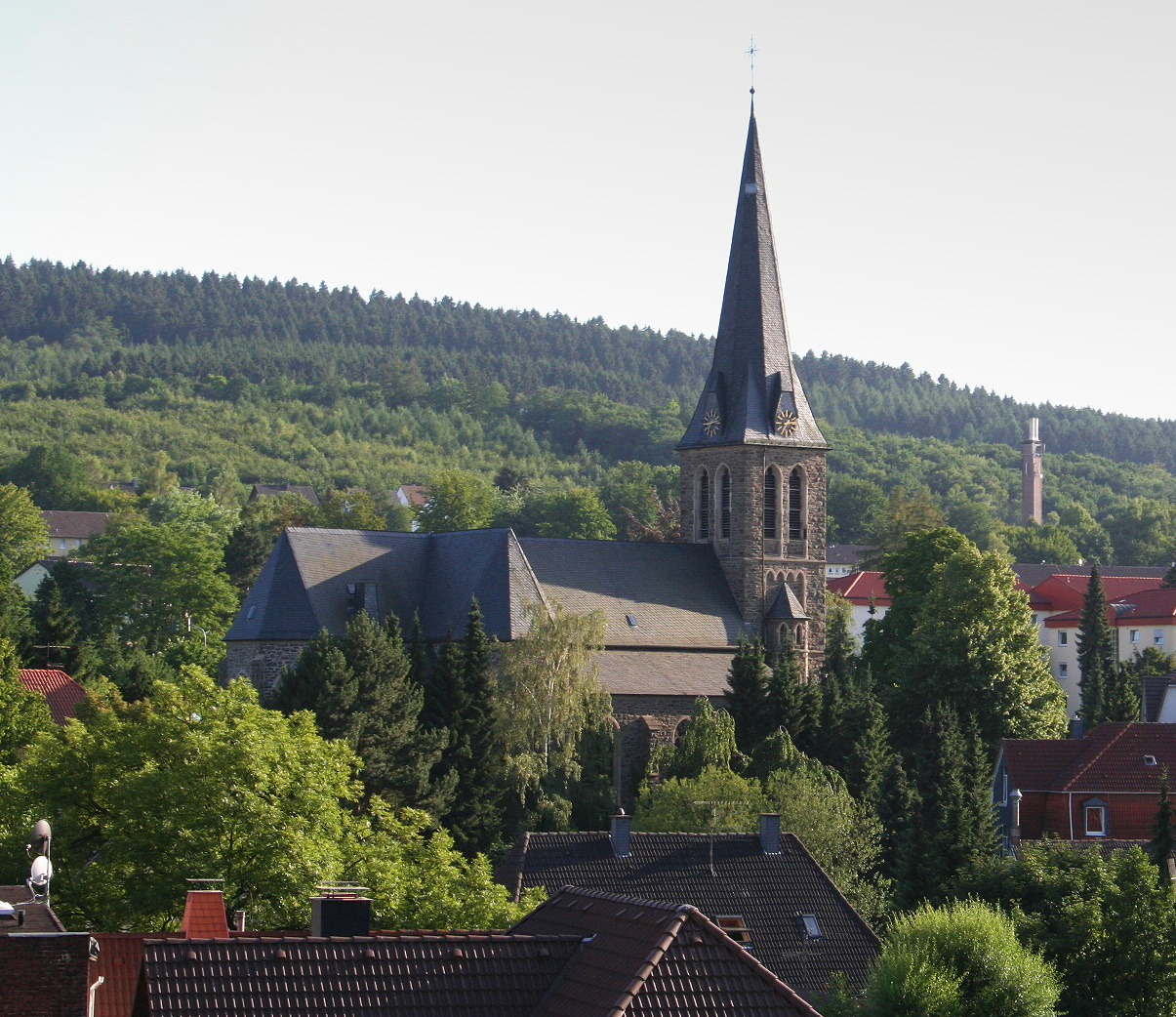
In 1905 voltooide R.K. Bonifatiuskerk, stadsdeel Sundwig
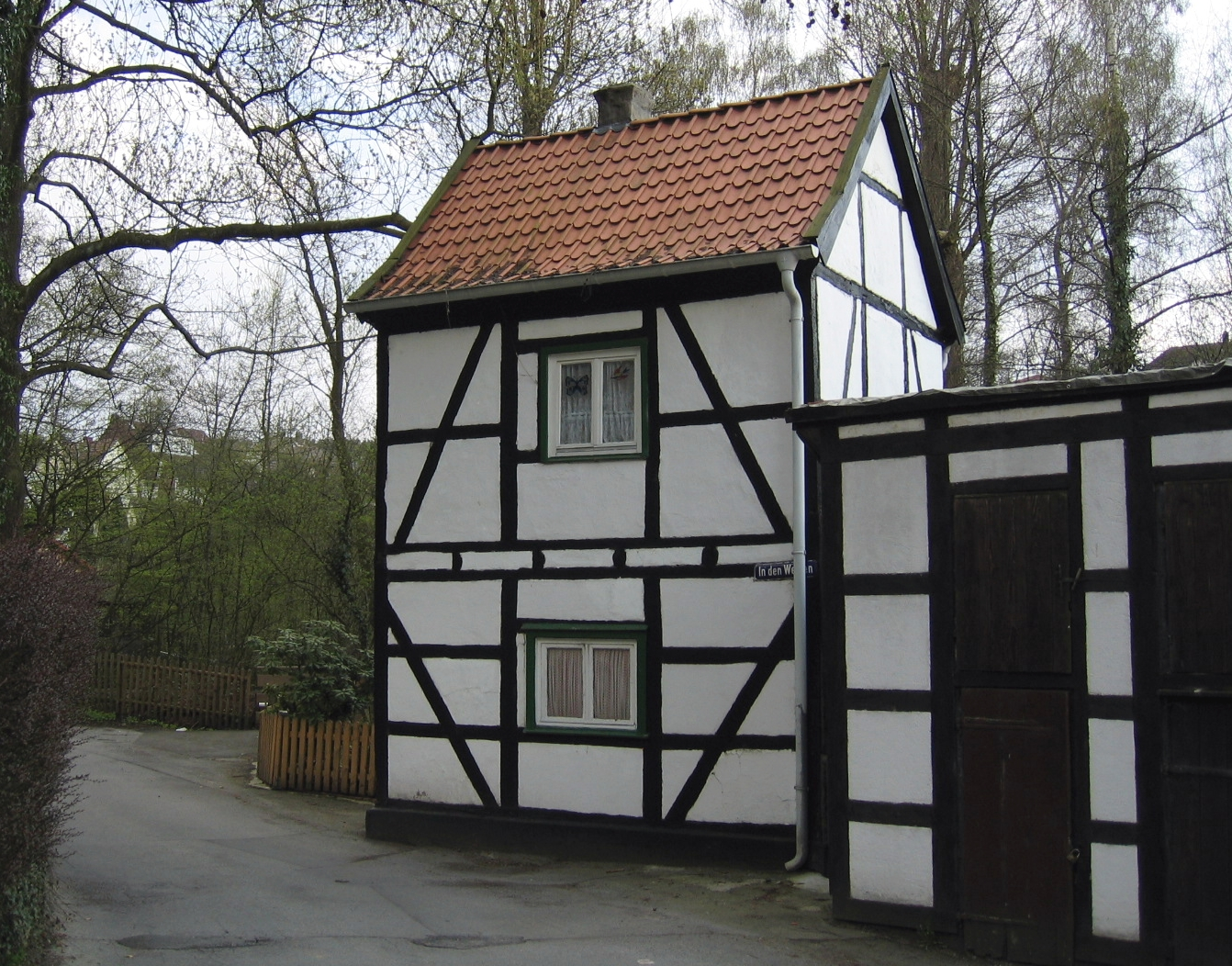
In den Weiden 2, Sundwig, kleinste vakwerkhuis van Hemer
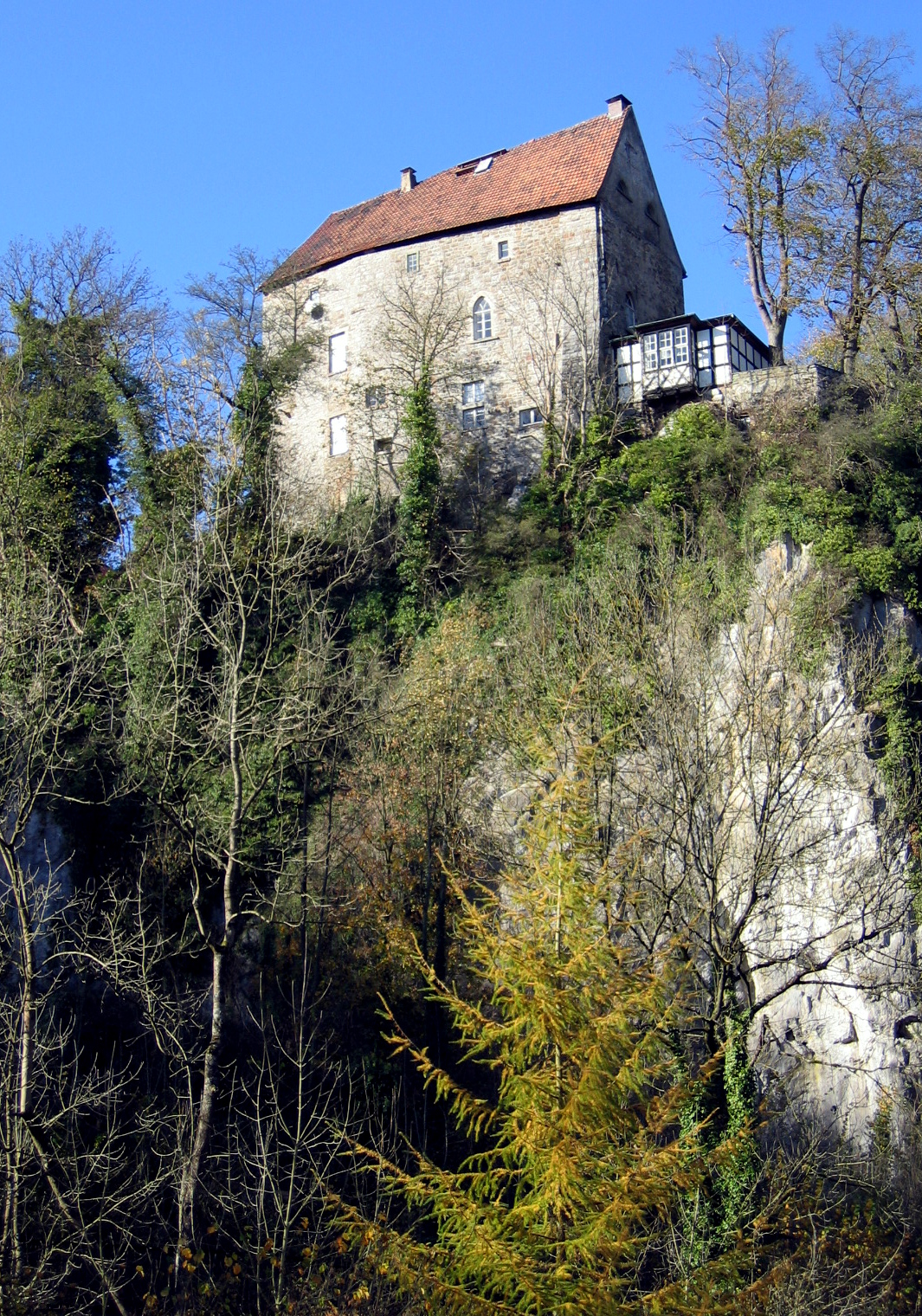
Burg Klusenstein (1353) aan de westoever van de Hönne; eigendom van en als woonruimte verpacht door de exploitant van een kalksteengroeve

Altena · Balve · Halver · Hemer · Herscheid · Iserlohn · Kierspe · Lüdenscheid · Meinerzhagen · Menden · Nachrodt-Wiblingwerde · Neuenrade · Plettenberg · Schalksmühle · Werdohl